# Acting Sub-Lieutenant
Acting Sub-Lieutenant ist ein Offiziersrang der britischen Royal Navy. Er wurde im Jahre 1955 eingeführt, wird aber seit 1993 nur noch in der Freiwilligen-Reservemarine Royal Naval Reserve verwendet. Im Gegensatz zu dem eigentlichen Offiziersrang des Sub-Lieutenant, der durch den Erwerb eines Offizierspatentes erworben wird, wird der Rang des Acting Sub-Lieutenant per Ernennungsbefehl verliehen.
In der kanadischen Marine ist der Rang des Acting Sub-Lieutenant (A/Slt) der eines Offiziers NATO-Rangcode OF-1 im Range eines Leutnants der RCN.